# Potres v Meknesu (1755)
Potres v Meknesu leta 1755 je prizadel Maroko 27. novembra 1755. Potres je imel magnitudo (Mw), ocenjeno med 6,5 in 7,0. Uničil je mesti Fes in Meknes – v obeh mestih je umrlo najmanj 15.000 ljudi. Potres je prizadel manj kot mesec dni po potresu, ki je 1. novembra opustošil Maroko in Lizbono. Ta potres, ki so ga prej obravnavali kot popotresni sunek, je verjetno predstavljal zlom ločene prelomnice zaradi sprememb v tektonskem stresu po prvem dogodku.

## Tektonika
Na meji med zahodno Evrazijsko in Afriško ploščo prevladuje prelomni sistem Gloria, ki leži med trojnim stičiščem Azorov in Gibraltarskim lokom. Meja plošče okoli območja Gibraltarskega loka in Alboranskega morja je manj opredeljena in zanjo je značilno široko območje seizmičnosti. Afriška in Evrazijska plošča se zbližata v smeri S–J proti SSZ–JJV. Konvergenca je povezana z dvigovanjem in narivom tektonike vzdolž gorovja Rif.

## Potres
Šok je prišel le nekaj dni po potresu, ki je prizadel Lizbono (1. november) – pomotoma so ga označili kot popotresni sunek tega dogodka in napačno datirali na 18. november. Arabski viri pripisujejo potres 27. novembru, mezoseizmalno območje pa Fesu in Meknesu. Poročali so tudi o seizmičnem zlomu, vendar slabo dokumentiranem.
Med terenskim raziskovanjem območja leta 2017 so bile ugotovljene površinske razpoke vzdolž 150 km dolge fronte Južnega Rifa; narivni prelom z nekaj levostranske komponente zdrsa. Napaka prikazuje listrično geometrijo in je na dnu povezana z bazalnim prelomom; potapljanje pri 60° blizu površine do 35° v globini. Stopnja zdrsa je bila ocenjena na 3,5 ± 1 mm/leto za holocen. Prelomnica omogoča konvergenco med Afriško ploščo in Rifom. Zadnji potres vzdolž preloma je povzročil 0,9–1,7 m kozeizmičnega zdrsa – ob predpostavki, da je bil povprečni zdrs čez 30 km razpoko površine dobljena trenutna magnituda 6,5 –7,0. Čeprav se ne šteje za popotresni sunek lizbonskega potresa 1. novembra, je morda bil primer sproženega potresa zaradi prenosa napetosti.

## Škoda
Potres je povzročil veliko razdejanje v Fesu in Meknesu; več deset tisoč jih je bilo ubitih. Sledili so močni popotresni sunki, ki so trajali več mesecev. V Meknesu je ostalo le nekaj hiš, ki pa so bile močno poškodovane. Od 16.000 Judov v mestu jih je preživelo le 8000 - 4000 muslimanov je umrlo. Potres je uničil tudi krščansko cerkev ter frančiškanski samostan in bolnišnico. V Fesu je umrlo 3000 ljudi. Na rimskem arheološkem najdišču Volubilis je nastala velika škoda. Več kilometrov južno od Volubilisa je Mulaj Idris Zerhun močno prizadel večji zemeljski plaz. Dokumentacija o površinskem prelomu je geologe pripeljala do zaključka, da je bil dogodek lokaliziran in da je šlo za lokalni potres. Proučevali so površinske prelome, povezane z V-Z prelomom pri Džebel Zerhun in Džebel Zalagh, severno od Fesa in Meknesa.